# Antoine Fuqua
Pour les articles homonymes, voir Fuqua.
Antoine Fuqua, né le 30 mai 1965 à Pittsburgh, est un réalisateur et producteur américain.
Il est notamment connu pour le film Training Day (2001), qui valut l'Oscar du meilleur acteur à Denzel Washington lors de la 74e cérémonie des Oscars.
C'est le neveu de Harvey Fuqua, membre du groupe The Moonglows. Il est marié à l'actrice-productrice Lela Rochon.

## Biographie

### Carrière
Après avoir commencé sa carrière de réalisateur par des clips pour des artistes populaires comme Toni Braxton, Coolio, Stevie Wonder et Prince, il est devenu un réalisateur à succès.

### Carrière au cinéma
Fuqua dit avoir été influencé dans sa jeunesse par le réalisateur japonais Akira Kurosawa.
Il réalise son premier film en 1998, Un tueur pour cible.

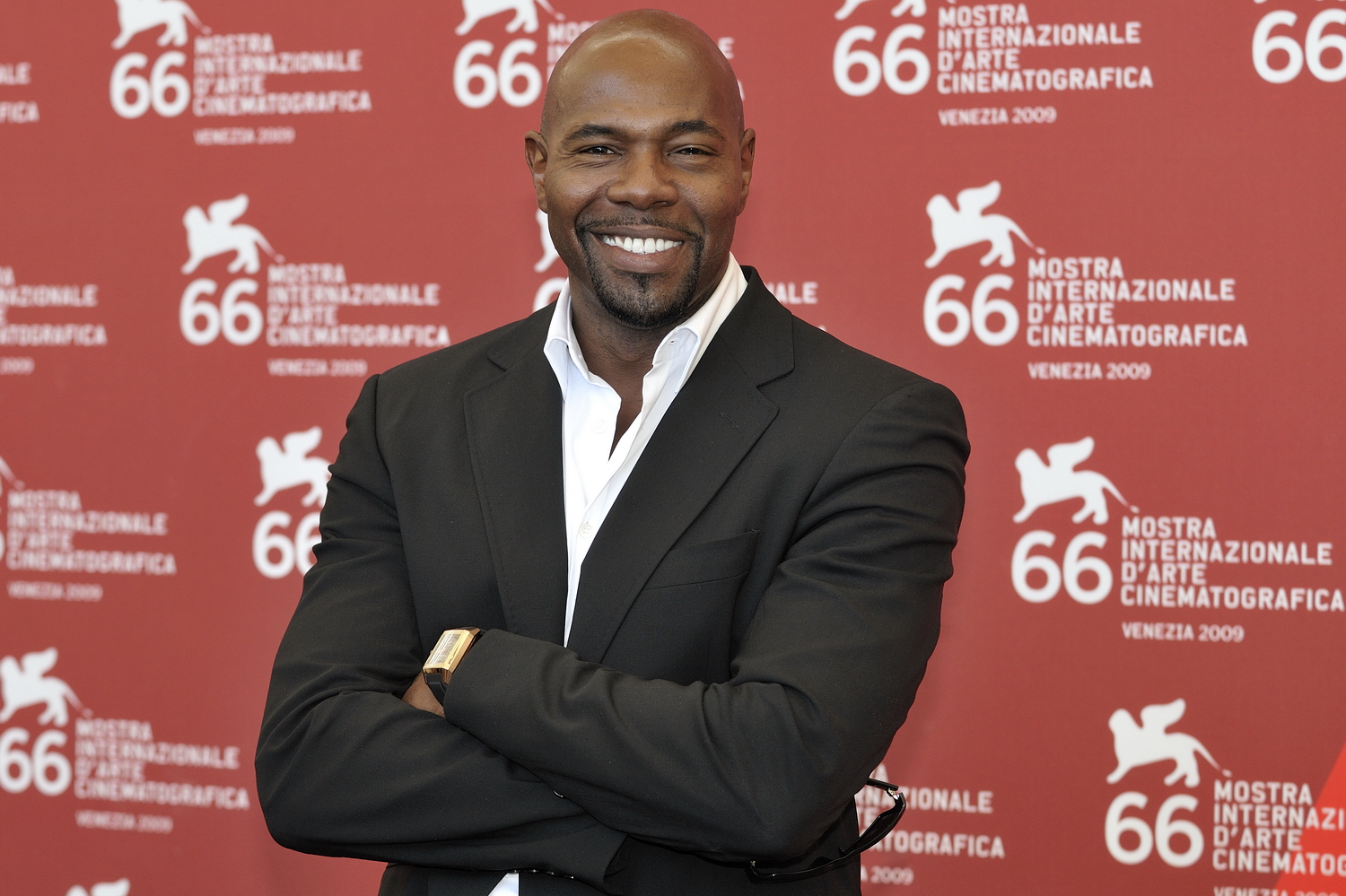
Antoine Fuqua au Mostra de Venise 2009.

Il acquiert une notoriété en 2001 avec son troisième film, Training Day, qui valut un Oscar du meilleur acteur à Denzel Washington. Ce dernier est un acteur avec lequel il réalise plusieurs autres films par la suite tels que Equalizer en 2014 et Les Sept Mercenaires en 2016.
En 2023, il est annoncé comme réalisateur du biopic sur la vie de Michael Jackson.

### Vie privée
Antoine Fuqua est né et a grandi à Pittsburgh, en Pennsylvanie. Il a été diplômé de Taylor Allderdice High School en 1983, puis a suivi les cours de la West Virginia University et de la West Virginia State University, sans obtenir de diplôme. Il a épousé en avril 1999 Lela Rochon, top-modèle des années 1980 et actrice, avec qui il a deux enfants.

## Filmographie
Sauf indication contraire, les informations mentionnées dans cette section peuvent être confirmées par la base de données cinématographiques IMDb,  présente dans la section « Liens externes ».

### Réalisateur

#### Cinéma
- 1998 : Un tueur pour cible (The Replacement Killers)
- 2000 : Piégé (Bait)
- 2001 : Training Day
- 2003 : Les Larmes du Soleil (Tears of the Sun)
- 2004 : Lightning in a Bottle (documentaire)
- 2004 : Le Roi Arthur (King Arthur)
- 2006 : The Call (court métrage)
- 2007 : Shooter, tireur d'élite (Shooter)
- 2010 : L'Élite de Brooklyn (Brooklyn's Finest)
- 2013 : La Chute de la Maison-Blanche (Olympus Has Fallen)
- 2014 : Equalizer (The Equalizer)
- 2015 : La Rage au ventre (Southpaw)
- 2016 : Les Sept Mercenaires (The Magnificent Seven)
- 2018 : Equalizer 2 (The Equalizer 2)
- 2018 : American Dream/American Knightmare (documentaire)
- 2019 : What's My Name: Muhammad Ali (documentaire)
- 2021 : Infinite
- 2021 : The Guilty
- 2022 : Emancipation
- 2023 : Equalizer 3 (The Equalizer 3)
- Prévu en 2025 : Michael

#### Télévision
- 2005 : Murder Book (téléfilm)
- 2015 : Exit Strategy (téléfilm)
- 2021 : The Day Sports Stood Still (documentaire télévisé)
- 2022 : The Terminal List (série télévisée), épisode L'Engramme (The Engram)

#### Clip
- 1995 : Gangsta's Paradise de Coolio

### Producteur / producteur délégué
- 2005 : Bastards of the Party (documentaire) de Cle Shaheed Sloan
- 2010 : L'Élite de Brooklyn (Brooklyn's Finest) de lui-même
- 2013 : La Chute de la Maison-Blanche (Olympus Has Fallen) de lui-même
- 2015 : La Rage au ventre (Southpaw) de lui-même
- 2015 : Exit Strategy (téléfilm) de lui-même
- 2016 : Les Sept Mercenaires (The Magnificent Seven) de lui-même
- 2016-2017 : Ice (série télévisée) (producteur délégué)
- 2016-2018 : Shooter (série télévisée) (producteur délégué)
- 2017 : Training Day (série télévisée) - 13 épisodes
- 2018 : Equalizer 2 (The Equalizer 2)
- 2018-présent : The Resident (série télévisée)
- 2020 : FreeRayshawn (en)
- 2021 : Infinite de lui-même
- 2021 : The Guilty de lui-même
- 2021 : Mayor of Kingstown (série télévisée)
- 2022 : Bullet Train de David Leitch
- 2023 : Equalizer 3 (The Equalizer 3) de lui-même

### Acteur
- 2000 : Piégé (Bait) de lui-même (non crédité au générique)